# II-23
Die II-23 (bulgarisch Републикански път ІІ-23 Republikanski pat II-23, „Republikstraße II-23“) ist eine Hauptstraße (zweiter Ordnung) in Bulgarien.

## Verlauf
Die Straße zweigt von der Straße I-2 am südlichen Stadtrand von Russe (bulgarisch Русе) nach Osten ab und führt über Tscherwena Woda (Червена вода), Nowo selo (Ново село), Tetowo (Тетово) und Belowez (Беловец) nach Kubrat (bulgarisch Кубрат), wo sie die Straße II-49 kreuzt. Von dort setzt sie sich durch das Gebiet der Ludogorie über Brestowene (Брестовене) und Savet (Завет) nach Isperich (bulgarisch Исперих) fort, wo die Straße II-205 auf sie trifft. Weiter verläuft sie über Todorowo (Тодорово) und Okorsch (Окорш) nach Dulowo (bulgarisch Дулово), wo sie an der Fernstraße I-7 endet.